# Chascanopsetta megagnatha
 Chascanopsetta megagnatha és un peix teleosti de la família dels bòtids i de l'ordre dels pleuronectiformes.

## Morfologia
Pot arribar als 24,6 cm de llargària total.

## Distribució geogràfica
Es troba a les costes del sud-est del Pacífic (entre el Xile continental i l'Illa de Pasqua).